# Ван дер Хейден, Ян
Ян ван дер Хейден (нидерл. Jan van der Heyden; 5 марта 1637, Горинхем — 28 марта 1712, Амстердам) — голландский живописец, рисовальщик и гравёр. Малый голландец. Мастер городского пейзажа: ведуты. Изобретатель многих технических устройств, новатор уличного освещения и пожарного дела.

## Жизнь и творчество

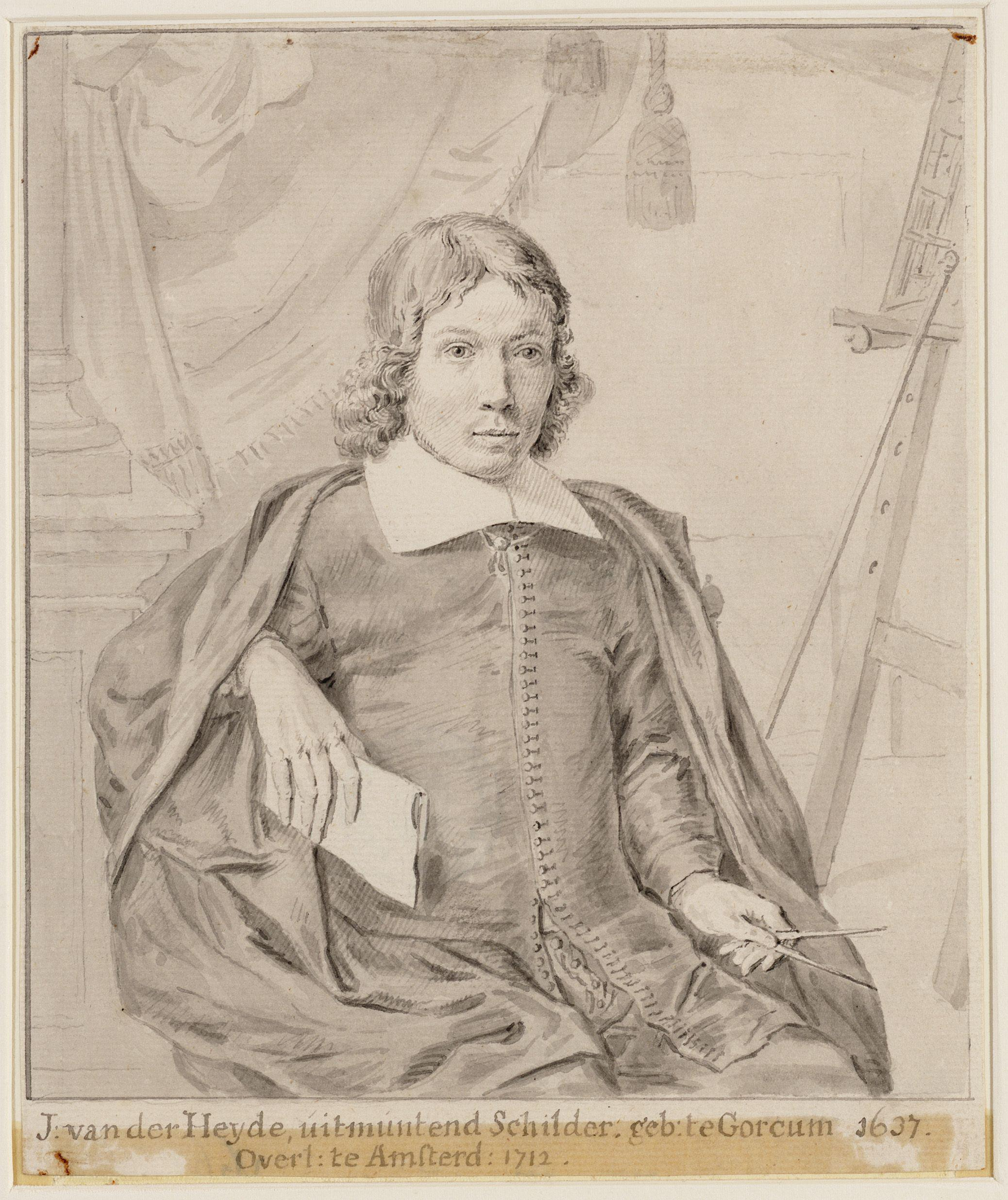
Ян ван дер Хейден. 1661. Рисунок неизвестного художника

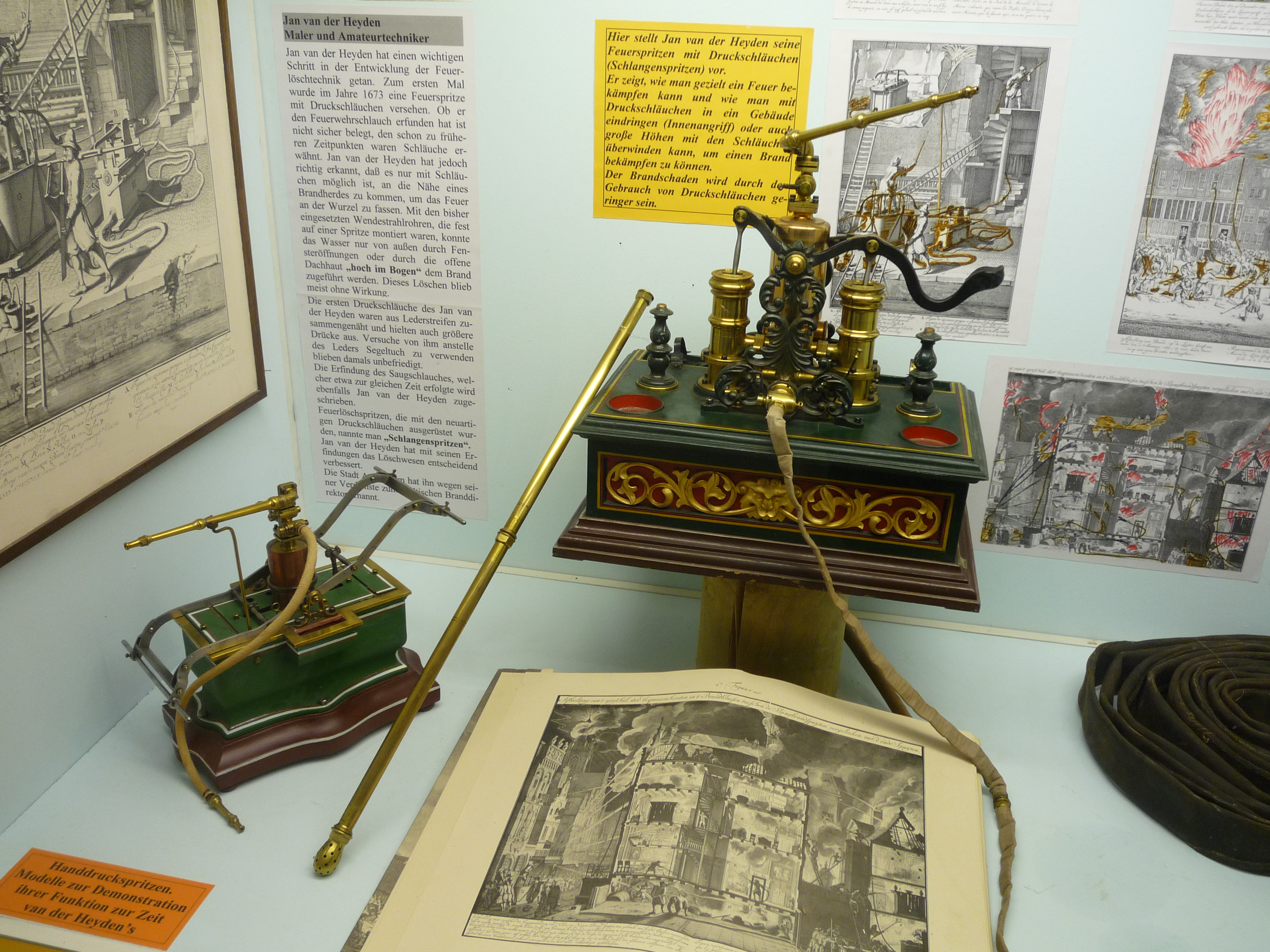
Модели брандспойтов ван дер Хейдена. Музей пожарной охраны, Залем, Баден-Вюртемберг

Ян ван дер Хейден родился в Горинхеме, в семье отца-меннонита и был третьим из восьми детей. Его отец был владельцем маслобойни, торговцем зерном и брокером. Семья переехала в Амстердам в 1646 году. В 1656 году ван дер Хейден крестился в Амстердаме; тогда он жил на площади Дам.
Ян ван дер Хейден получил образование живописца по стеклу и витражиста у своего старшего брата, Гориса ван дер Хейдена, который изготавливал и продавал зеркала. 28 мая 1661 года он женился на Саре тер Хиль из Утрехта и жил в доме на самом модном канале в Амстердаме, Херенграхт. Уже тогда он был практикующим художником. Его самая ранняя картина датируется 1663 годом. Позднее он работал практически исключительно в жанре городского пейзажа. Он писал виды площадей, улиц и каналов Амстердама, а также многочисленных церквей, дворцов и общественных зданий. При этом он мастерски использовал прямую линейную перспективу. Его пейзажи отличаются точностью, свойственной жанру ведуты, например, в изображении мелкой листвы или кладки каменных стен. Фигуры в его композициях писали Адриан ван де Велде, Эглон ван дер Нер или Йоханнес Лингельбах. Известны также несколько интерьеров работы ван дер Хейдена с детальным изображением обстановки, мебели, картин, книг, атласа Блау или глобусов.
Некоторое время живописец жил и работал в Англии. У жены Ван дер Хейдена были родственники в Германии. В 1660-х годах он путешествовал по Германии, в том числе в Эммерик и Везель. Городские пейзажи Ван дер Хейдена хорошо известны в Кёльне, Бонне, Дюссельдорфе, Эльтене, Ксантене, Аахене и Клевсе. Он также посетил различные места в Северных и Южных Нидерландах, включая Вере и Брюссель. В 1667 году Яна ван дер Хейдена посетил великий герцог Тосканы Козимо III Медичи, который купил одну из его самых замечательных работ с «неудачной» перспективой, которую можно увидеть в галерее Уффици во Флоренции.
В 1670 году он был назначен суперинтендантом уличного освещения Амстердама. Особенность личности Яна ван дер Хейдена заключалась в определённой профессиональной гибкости. В то время как многие его коллеги только писали красивые картины, он совмещал живопись с изучением физики и техники. Ему принадлежит проект уличного освещения Амстердама при помощи масляных фонарей, применявшихся в столице Нидерландов с 1669 по 1840 год. По проекту художника в городе было установлено более 1800 фонарей. Этой инициативе последовали в других городах, включая Харлем и Гронинген. В 1673 году Ян ван дер Хейден получил от городского совета Гааги 93 гульдена за проект первого уличного фонаря в Гааге. В 1679 году он опубликовал книгу «Свет фонарей Яна ван дер Хейде, изобретателя и руководителя городского освещения в Амстердаме, написанная Яном ван дер Хейде, изобретателем и суперинтендантом городского освещения в Амстердаме» (Licht der Lamp Lantaarens ontsteken door Jan van der Heijde, Inventeur derselve en opsigter der Stads Lantaarns van Amsterdam). В 1682 году по его же проекту в Берлине было установлено 1600 уличных фонарей.
Ян ван дер Хейден известен также и как автор технического и организационного усовершенствования работы пожарных служб Амстердама. В 1672 году он усовершенствовал пожарный насос и продемонстрировал своё изобретение в ратуше и на Вестерторене в Амстердаме. В 1700 году он издал «Книгу огнетушителей» (Brandspuyten-boek) — первое научное руководство по борьбе с пожарами. Он также занимался вопросами механики, и в 1690 году опубликовал учебник по механике с собственными иллюстрациями.
Он умер богатым и знаменитым 28 марта 1712 года в своем доме на улице Кестраат недалеко от Ньюмаркта в Амстердаме. Его вдова скончалась 16 апреля. В их доме находилось более семидесяти картин ван дер Хейдена. Именем художника и изобретателя названы улицы в амстердамском районе Де Пейп, а также в различных голландских городах, таких как Тилбург, Гаага, Шунховен, Хилверсюм и Горинхем. В 1912 году мемориальная доска с бюстом Яна ван дер Хейдена была установлена на фасаде здания по адресу Kестраат 5 в Амстердаме, где когда-то стояли его дом и мастерская. На фасаде Городской музей (Амстердам) музея Стеделейк в Амстердаме находится статуя Яна ван дер Хейдена: он держит в руке модель пожарного шланга, а в музее пожарной команды в Хеллевутслёйсе установлен бюст новатора пожарного дела. В 2012 году в Амстердаме и Горинхеме отмечалось 300-летие со дня его смерти с публикациями и торжественными мероприятиями.

## Галерея

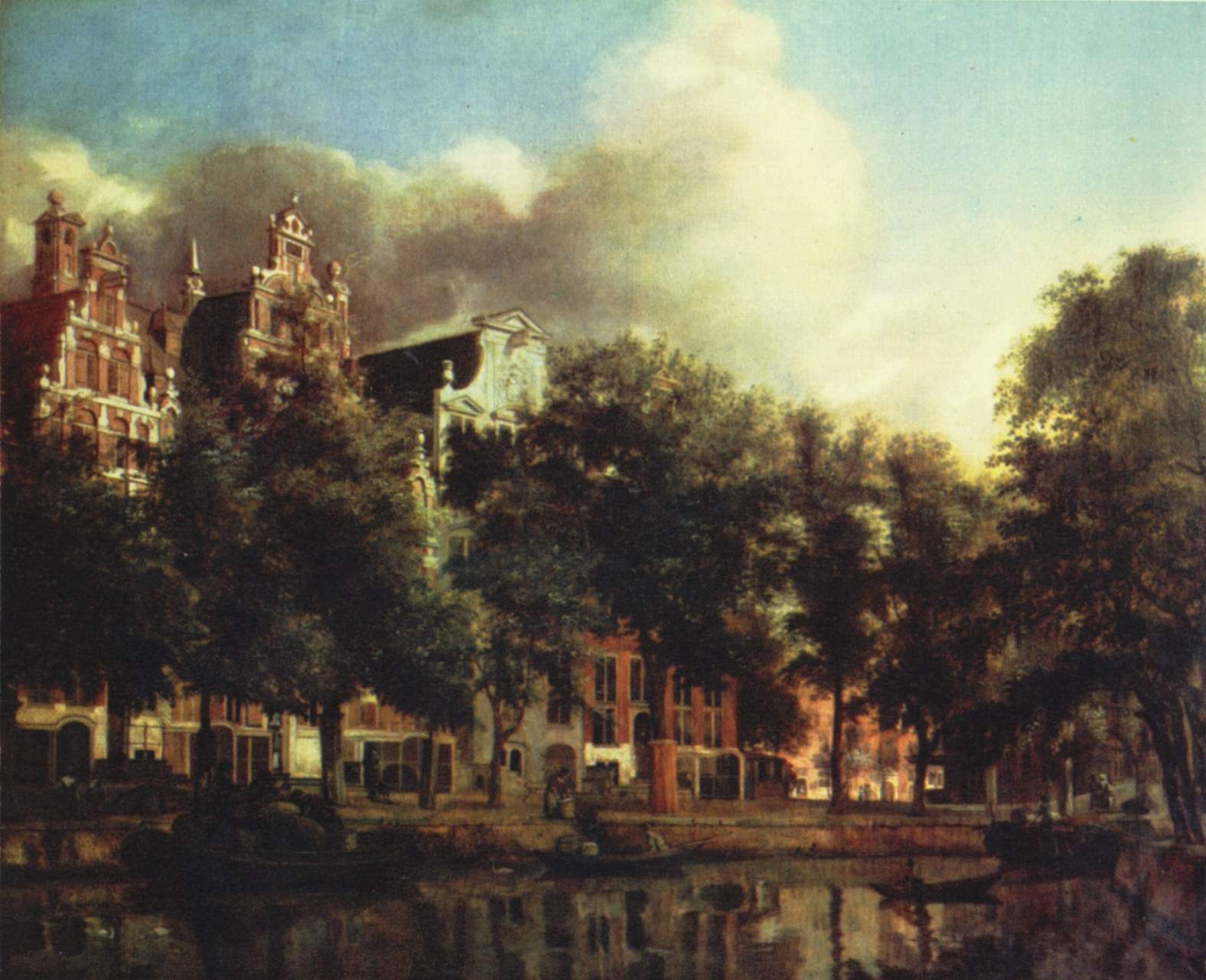
Канал в Амстердаме. 1660-е гг. Холст, масло. Лувр, Париж
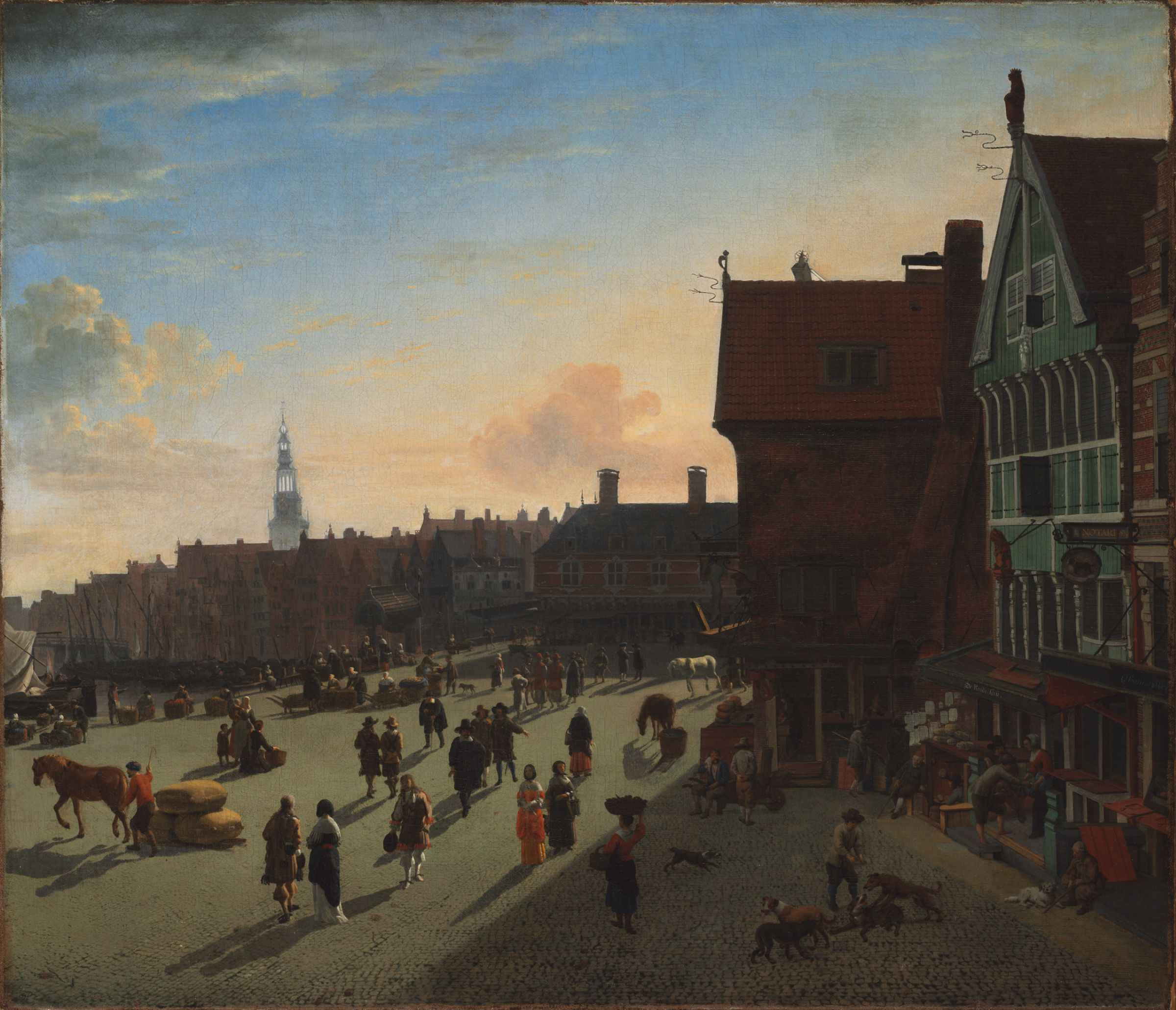
Площадь Дам в Амстердаме. Ок. 1663. Холст, масло. Художественный музей Фогга, Кембидж. США
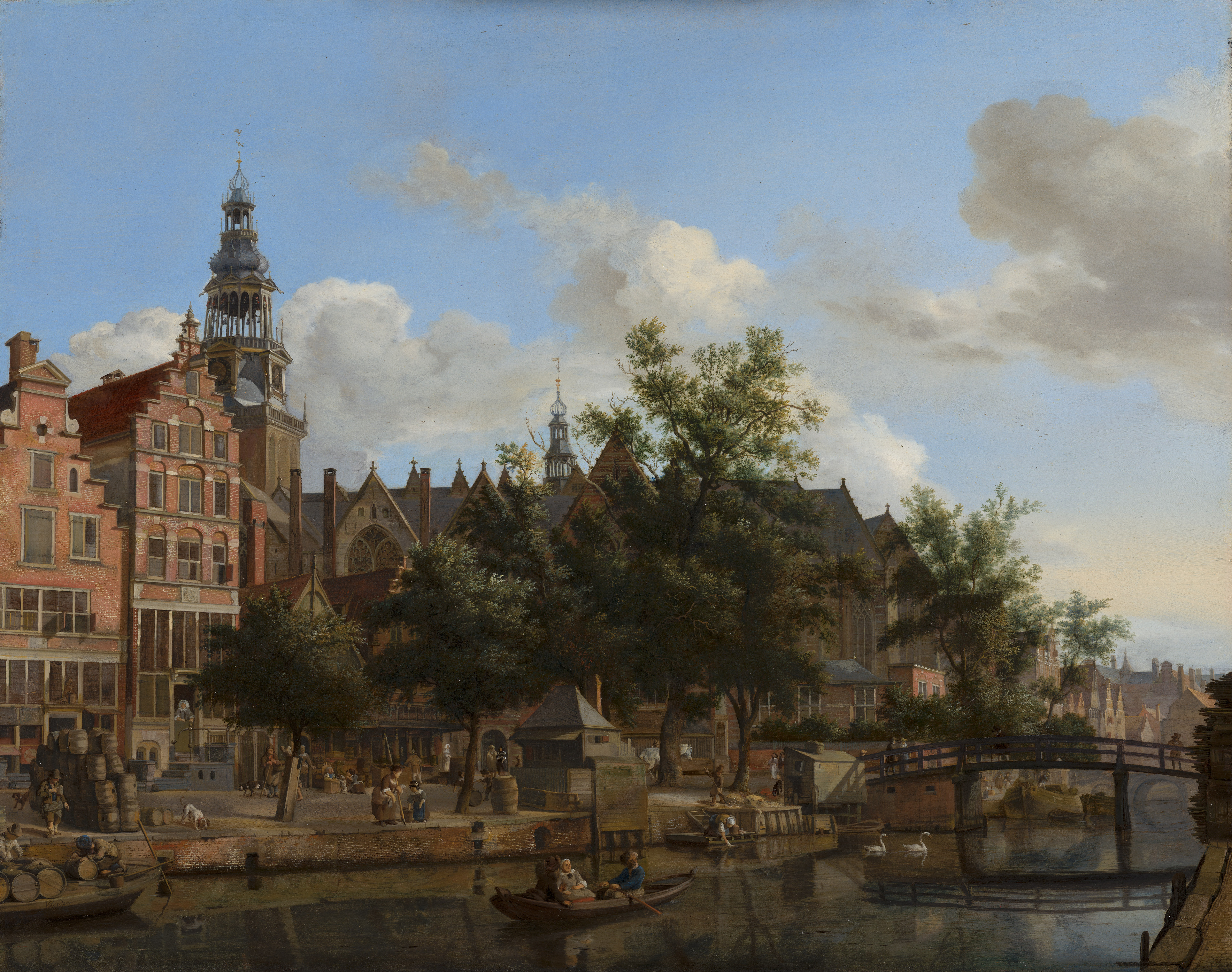
Ауде-керк. Амстердам. Ок. 1670. Дерево, масло. Маурицхёйс, Гаага
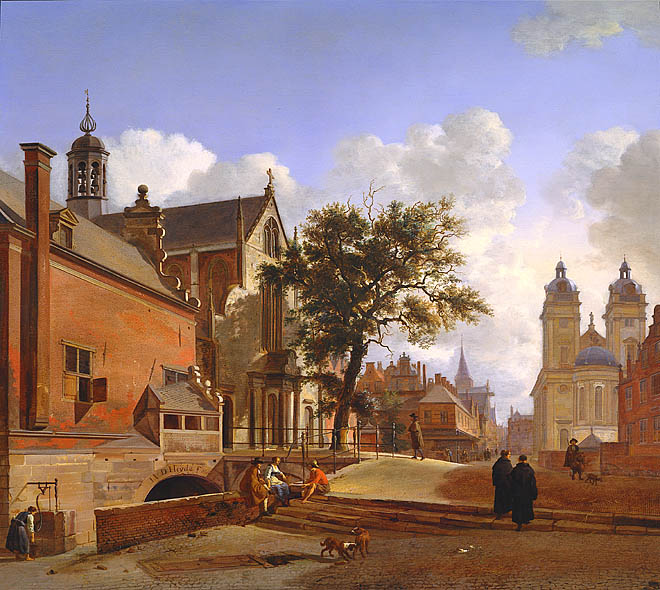
Вид улицы в Кёльне. 1666. Холст, масло. Частное собрание
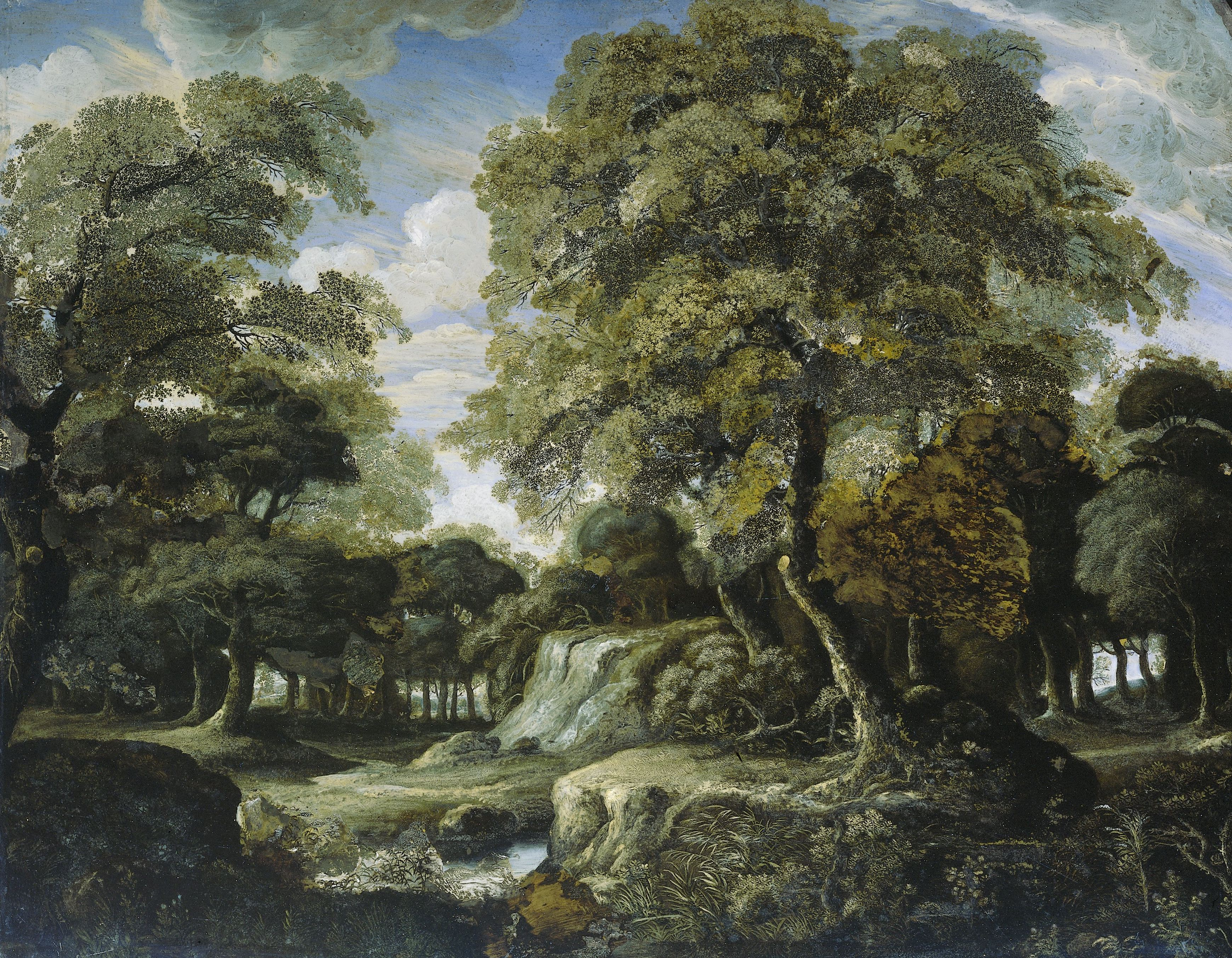
Лесной вид с прудом и ручьём. Между 1660 и 1690. Стекло, масло. Рейксмюсеум, Амстердам
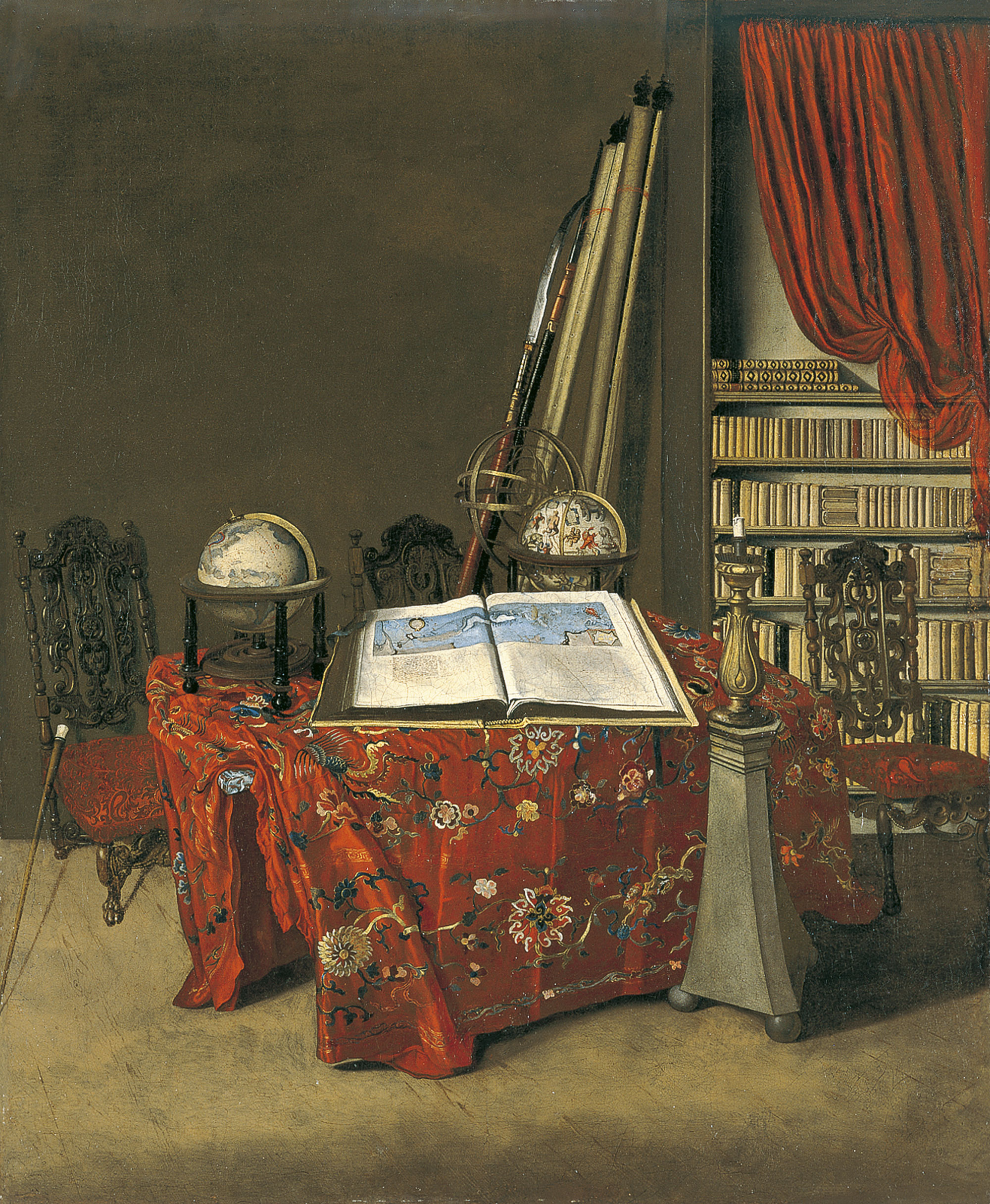
Уголок библиотеки. Ок. 1710. Холст, масло. Музей Тиссена-Борнемисы, Мадрид
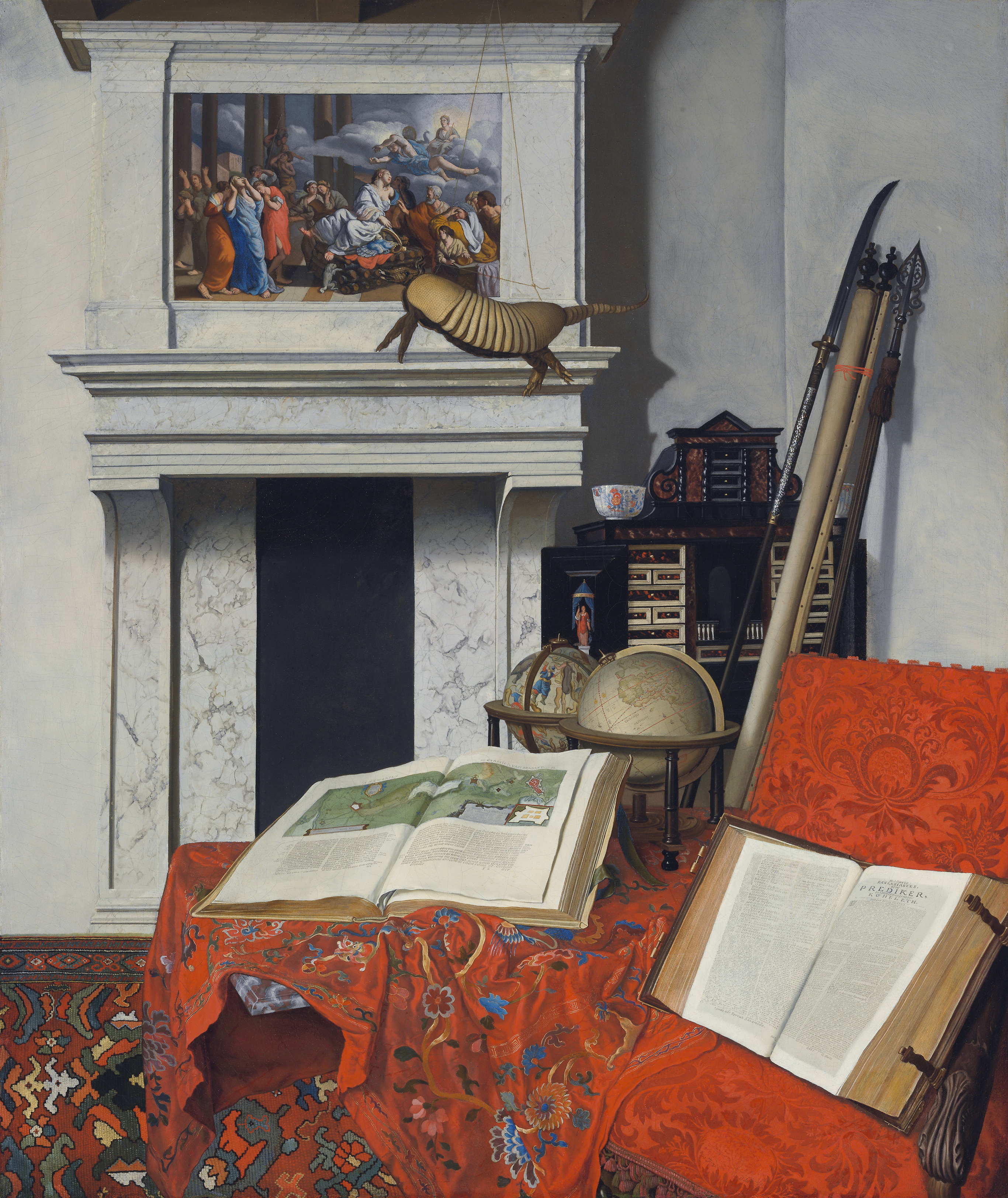
Уголок комнаты с куоризитетами. Ок. 1712. Холст, масло. Музей изобразительных искусств, Будапешт
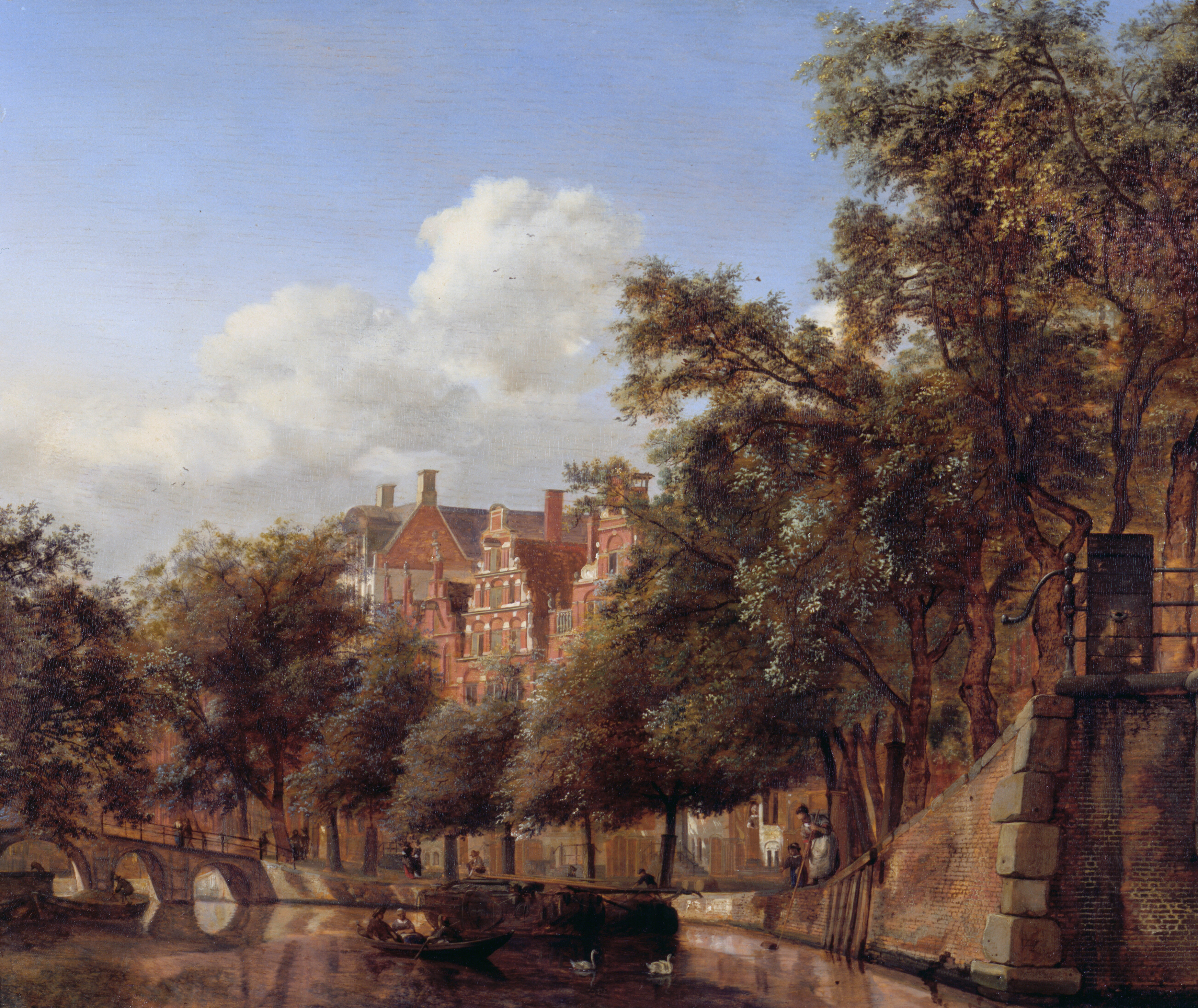
Вид на канал Геренграхт, Амстердам. 1670. Холст, масло. Частное собрание
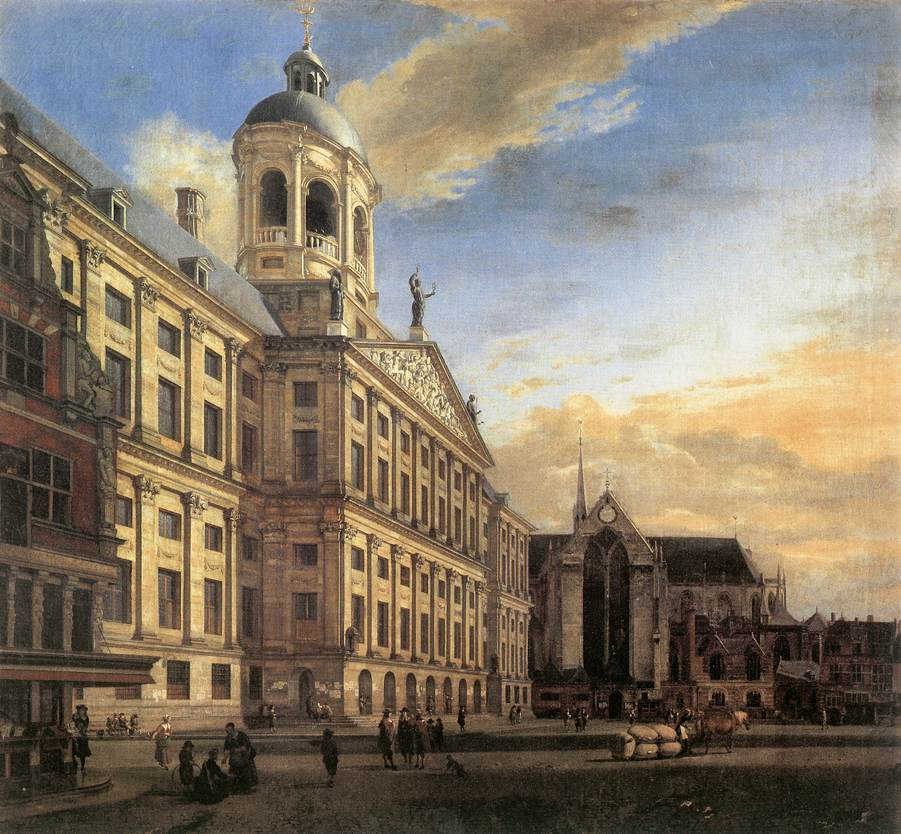
Ратуша в Амстердаме и Ньиве керк (Амстердам) Ньиве керк. 1667. Холст, масло. Уффици, Флоренция